# Carré-ment chèvre
 (novembre 2019).
Produit à base de lait cru, le Carré-ment chèvre est un fromage au lait de chèvre.
Il s'agit d'un fromage fermier à la bière produit de manière artisanale dans le Condroz namurois.

## Description
De forme carrée, ce fromage de tradition est affiné à la bière Nostradamus bio de la brasserie Caracole à Falmignoul, d'où son goût prononcé au terme de 6 semaines d'affinage.

## Récompense

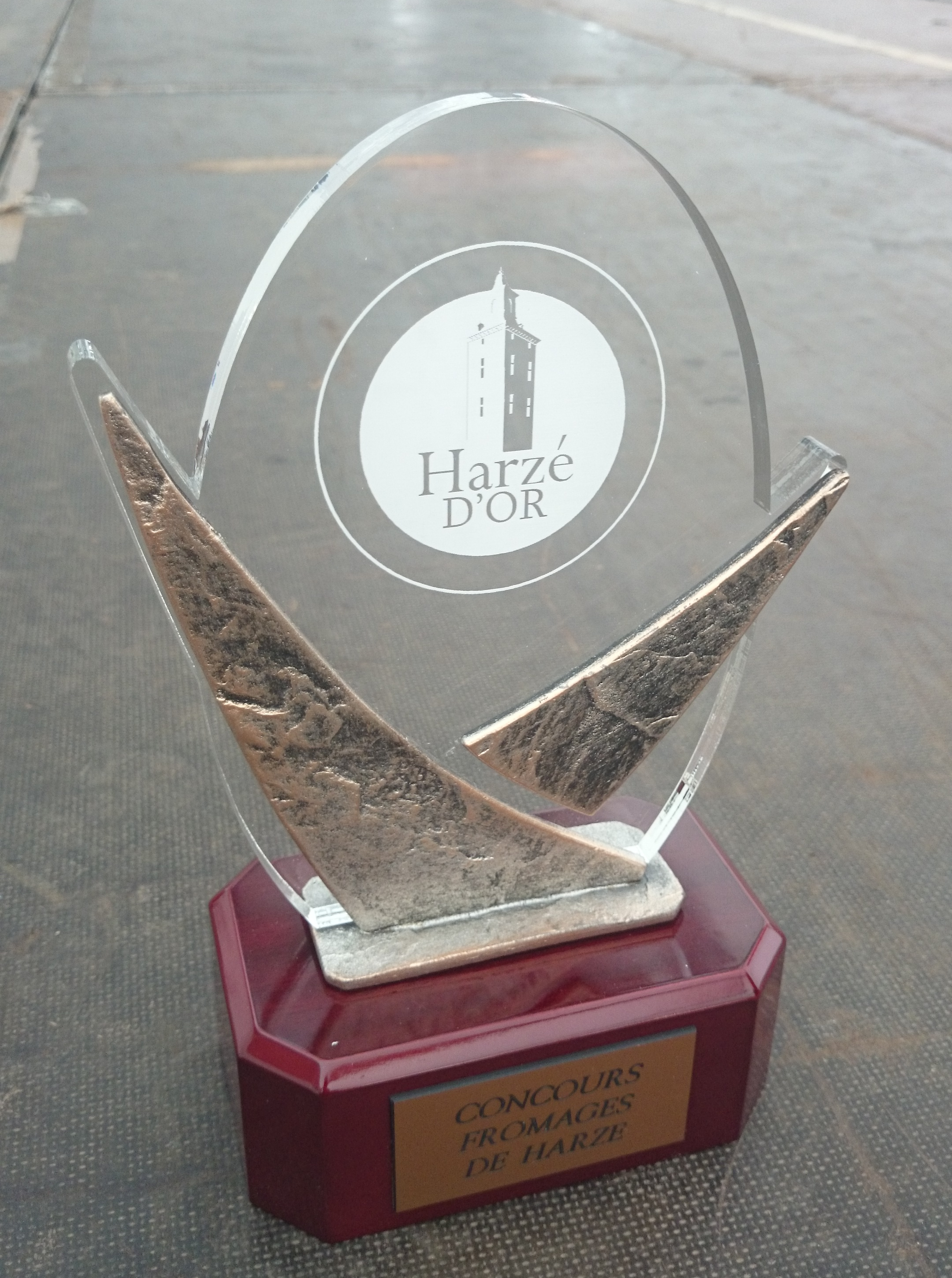
Coq d'Or 2011 à Harzé

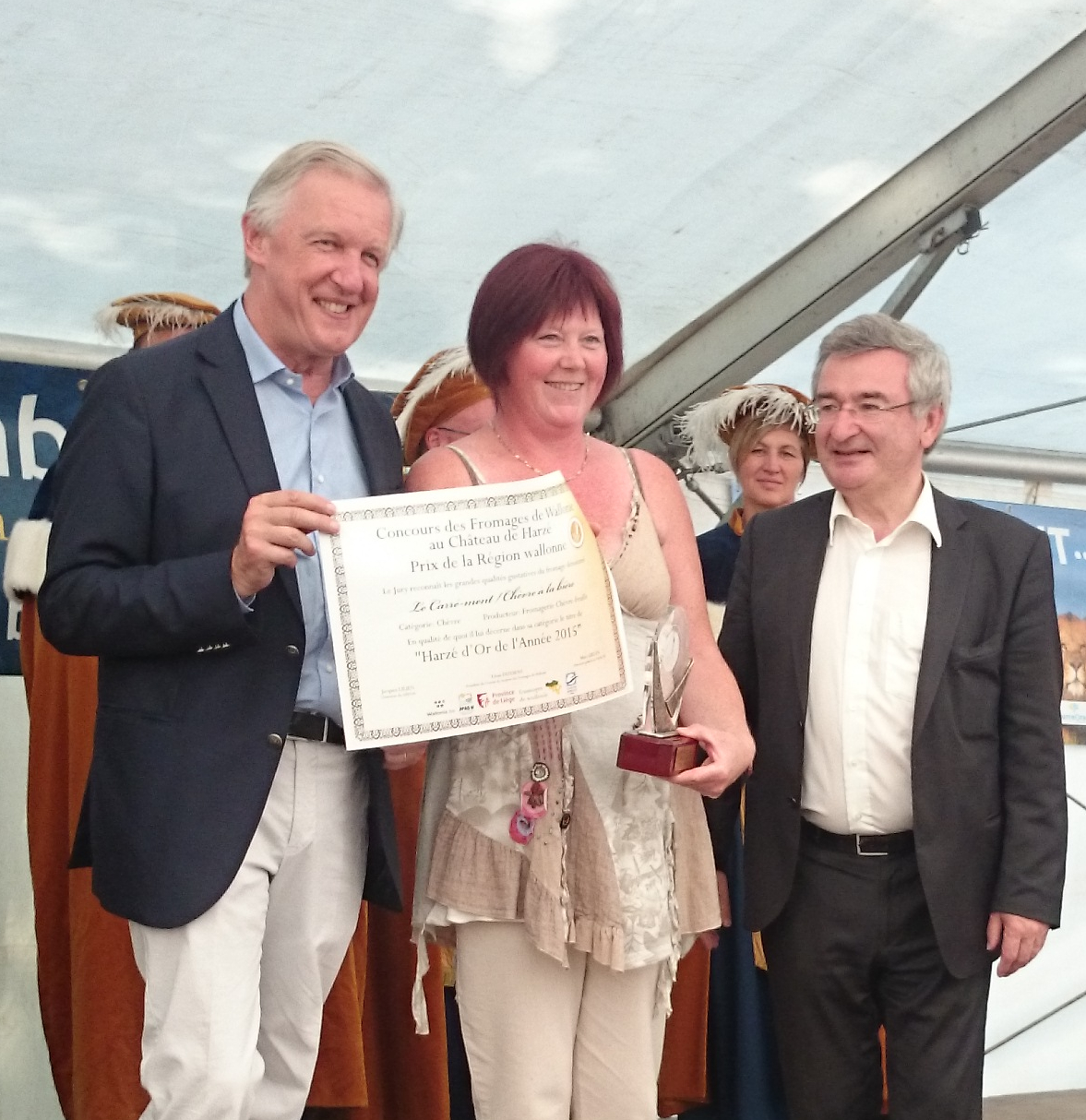
Kathy Lanckriet, pour le Carré-ment chèvre

Ce fromage typique, produit phare de la chèvrerie "Chèvre-feuille" de Haillot a été primé Médaille d'or en 2011 et en 2015, lors du Concours d'Harzé organisé à l'initiative de l'APAQ-W, Agence de Promotion d'une Agriculture de Qualité en Wallonie.